# М-72 (автомобиль)
М-72 — советский полноприводный легковой автомобиль, серийно выпускавшийся Горьковским автомобильным заводом с 1955 по 1958 год. Агрегатная база — автомобили М-20 «Победа» и ГАЗ-69. Всего было выпущено 4677 экземпляров. Согласно общепринятому определению ГАЗ М-72 следует считать первым кроссовером в мире.

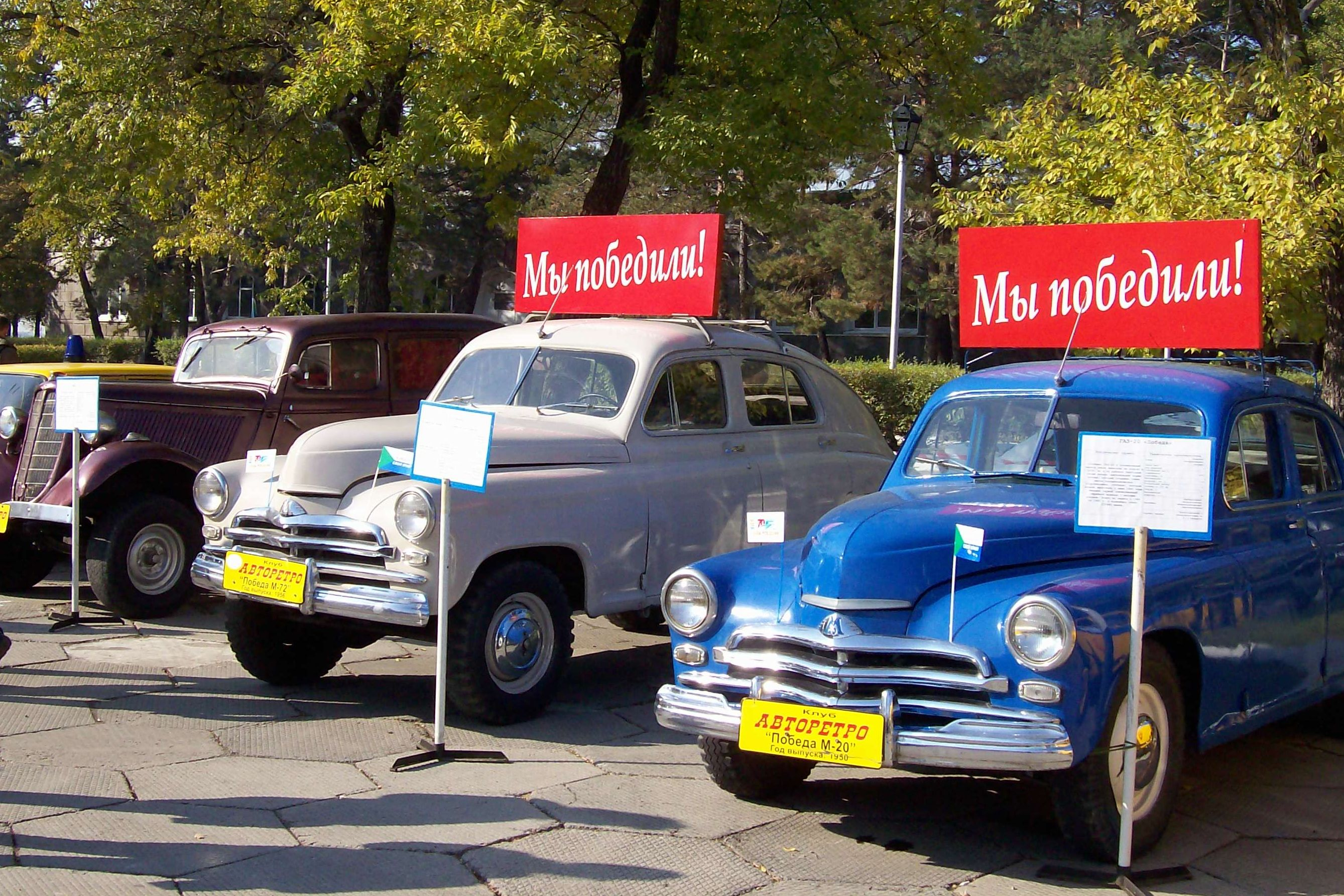
М-72 (слева) и М-20 «Победа» (справа)

## История

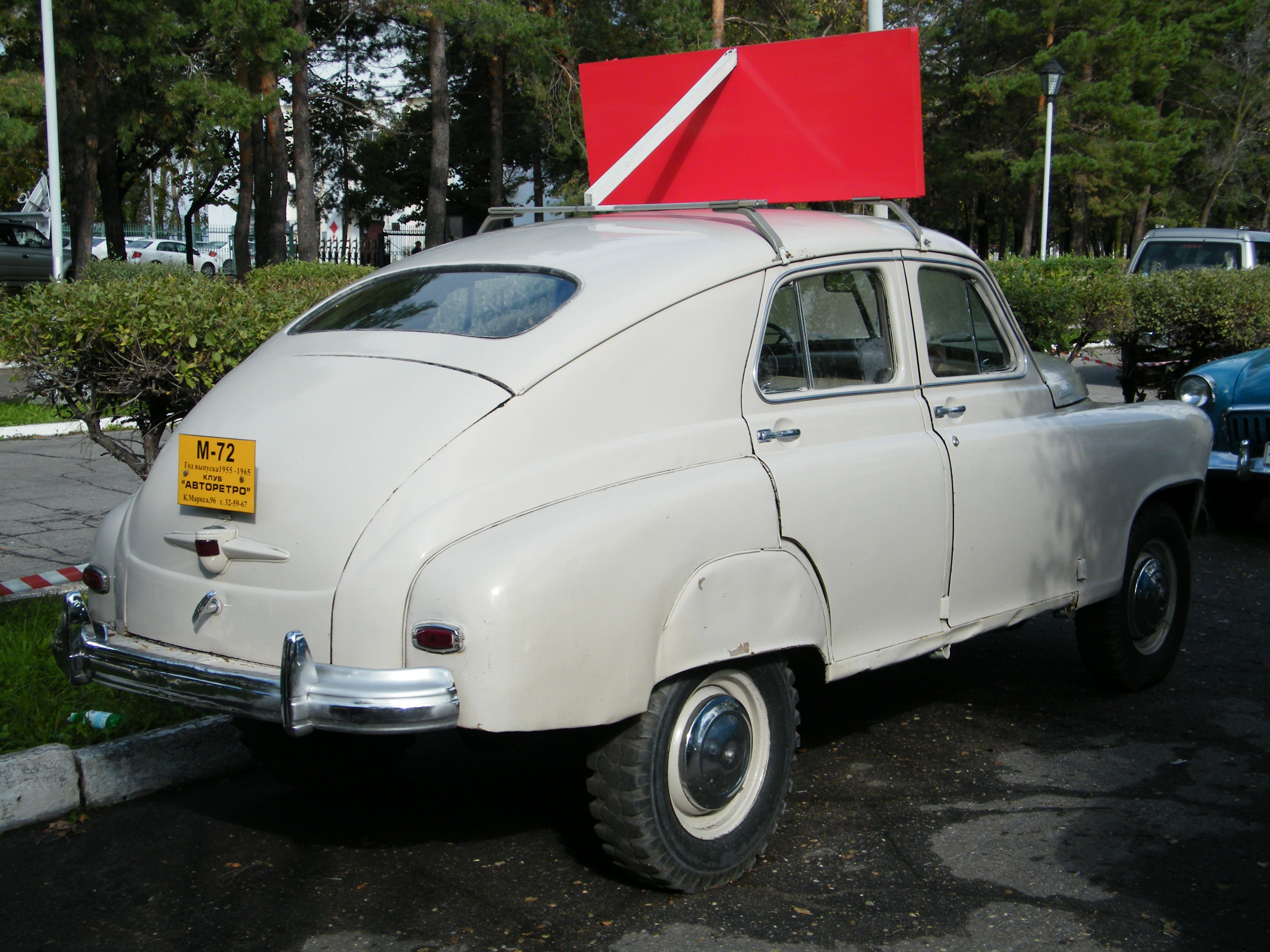
Задняя колёсная ниша прикрыта щитком, чего нет на «Победе»

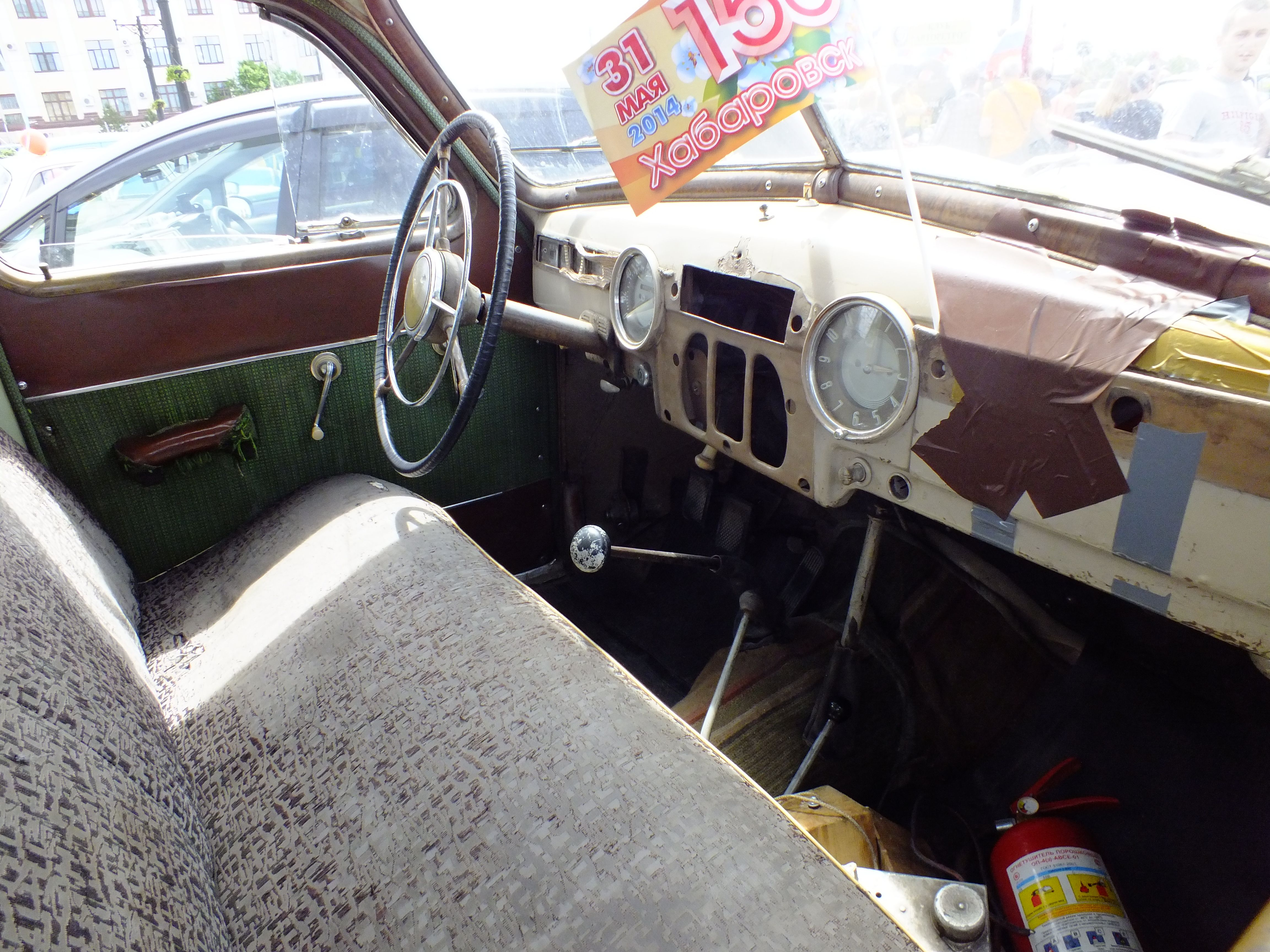
Место водителя

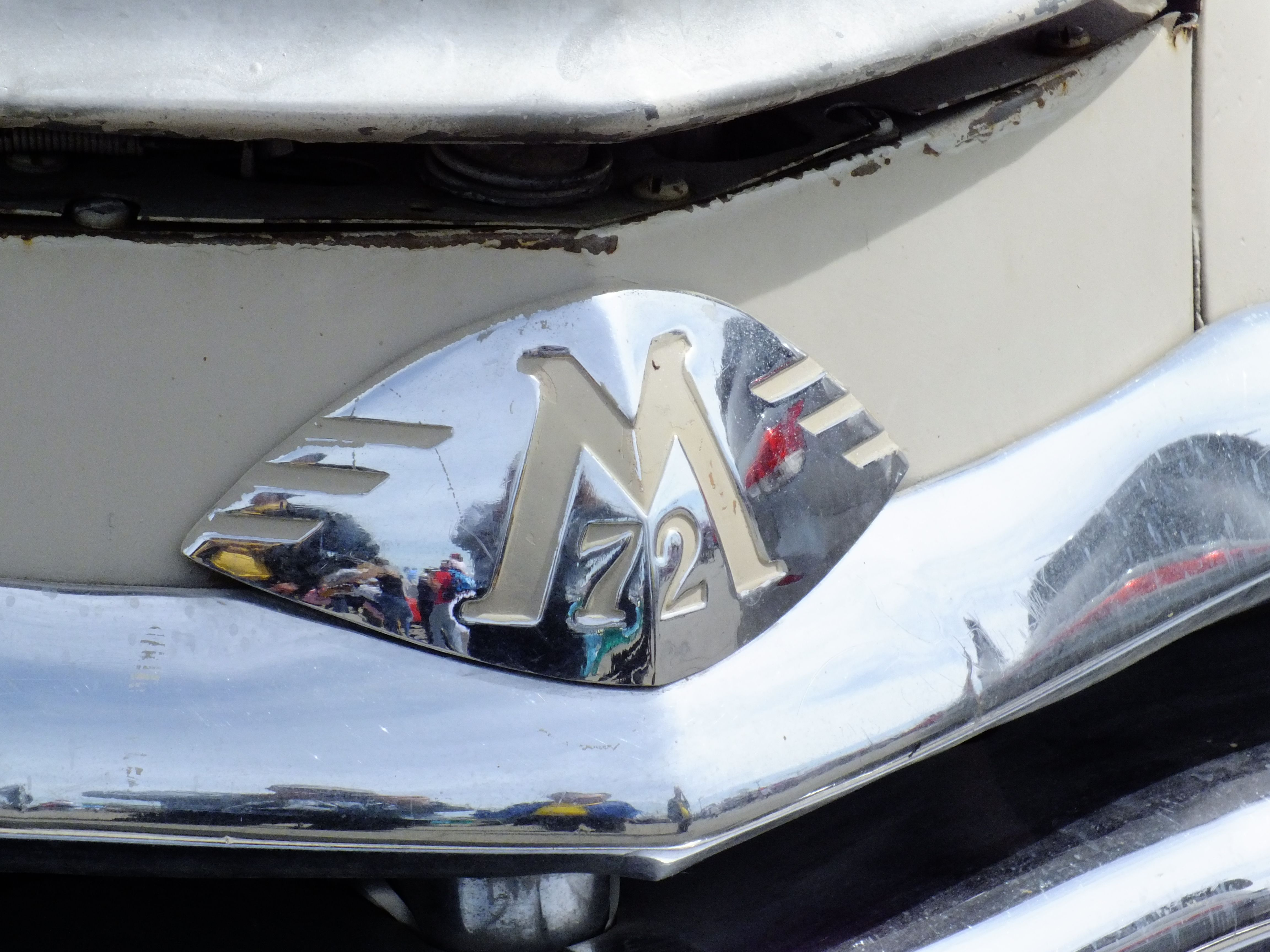
Эмблема над облицовкой радиатора

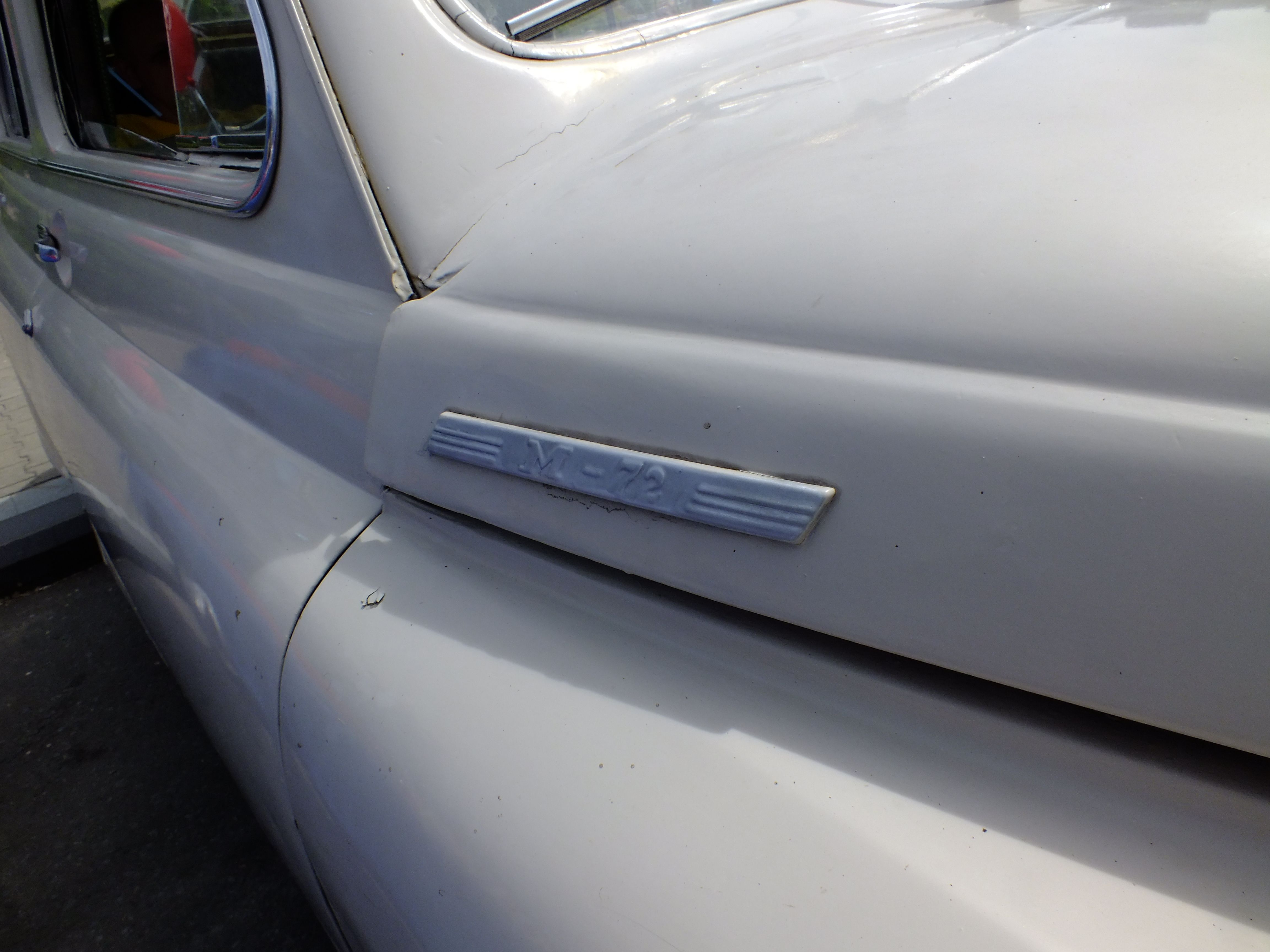
Шильдик на боковине капота

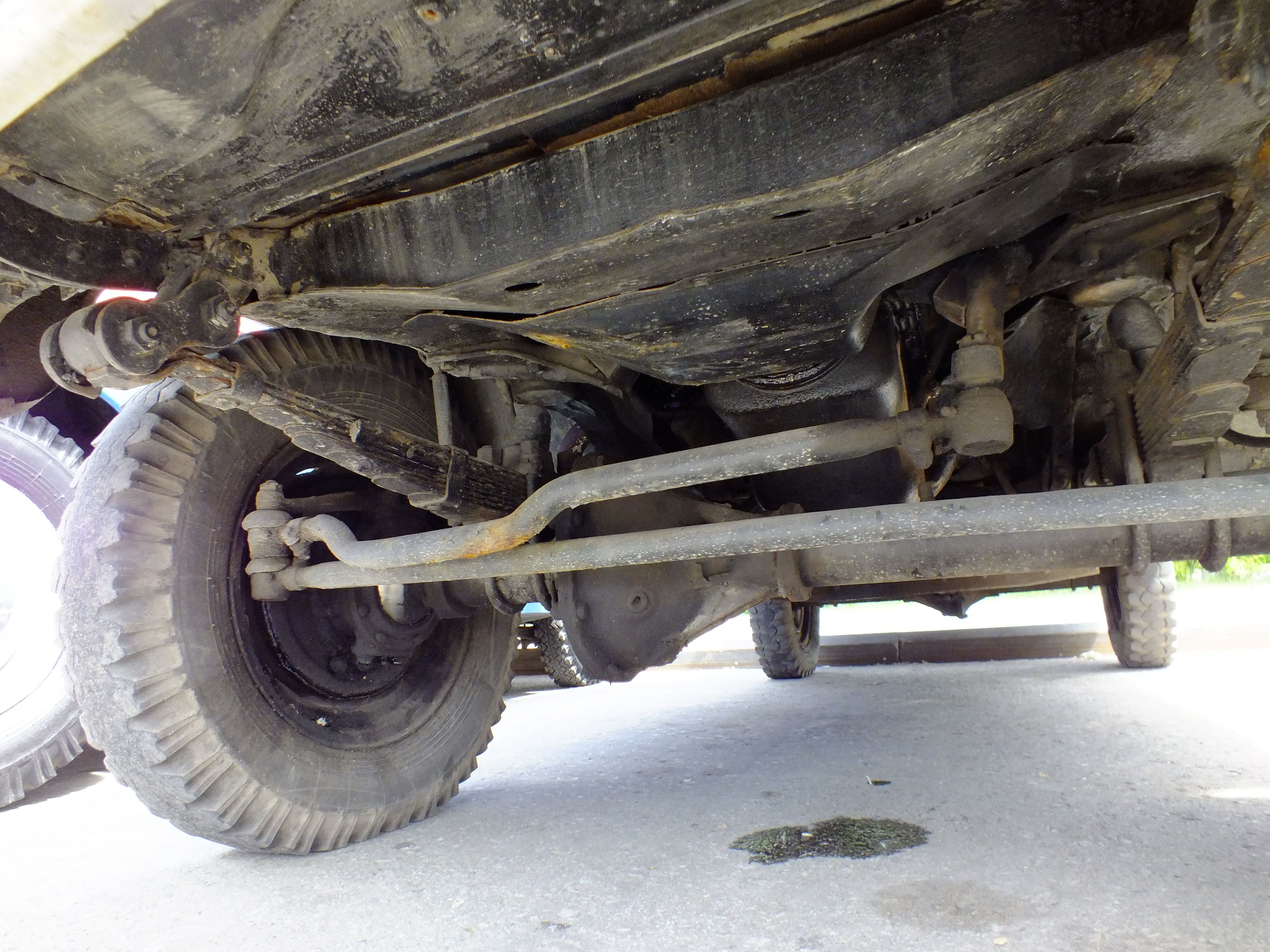
Передний ведущий мост

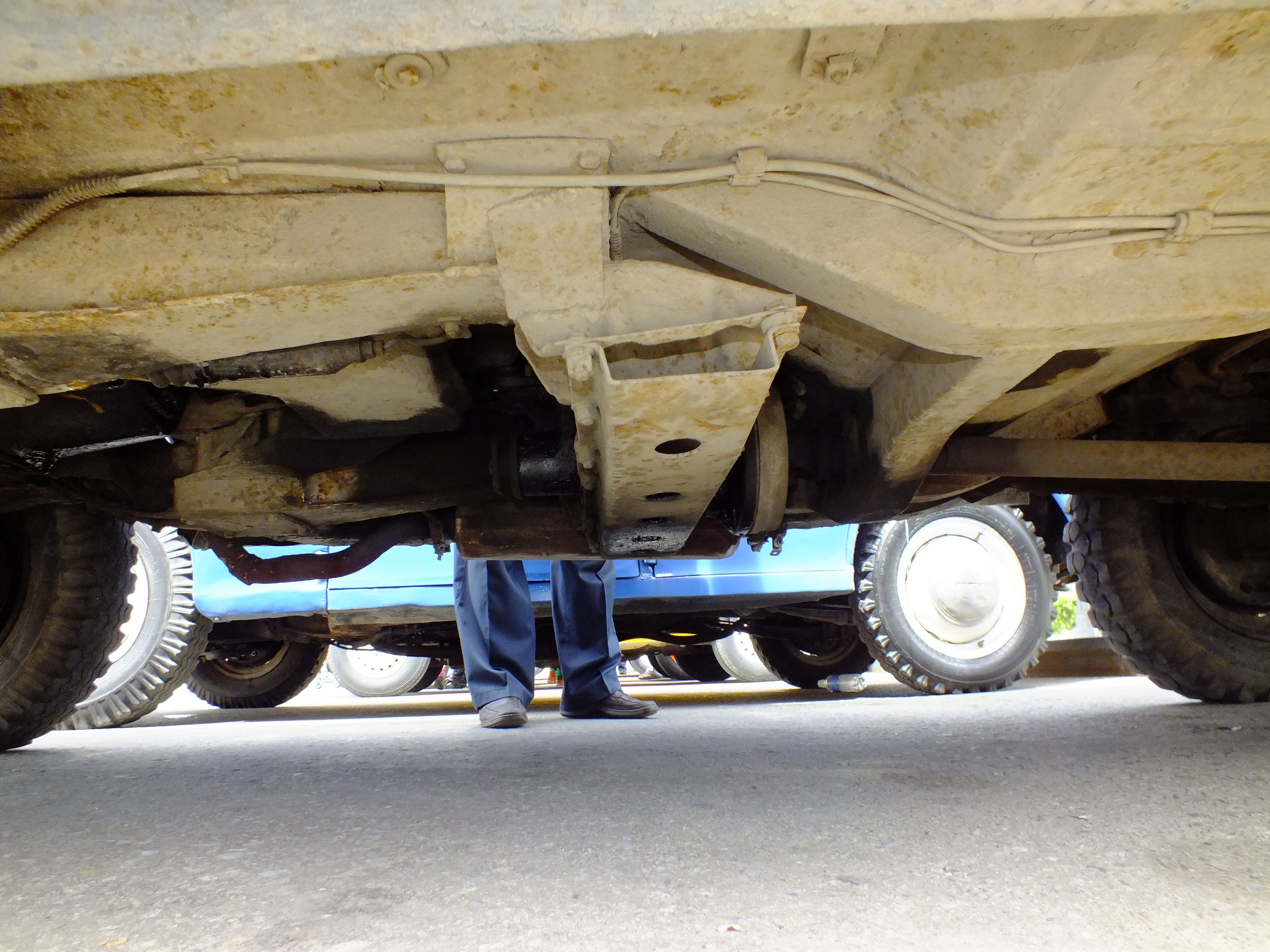
Раздаточная коробка

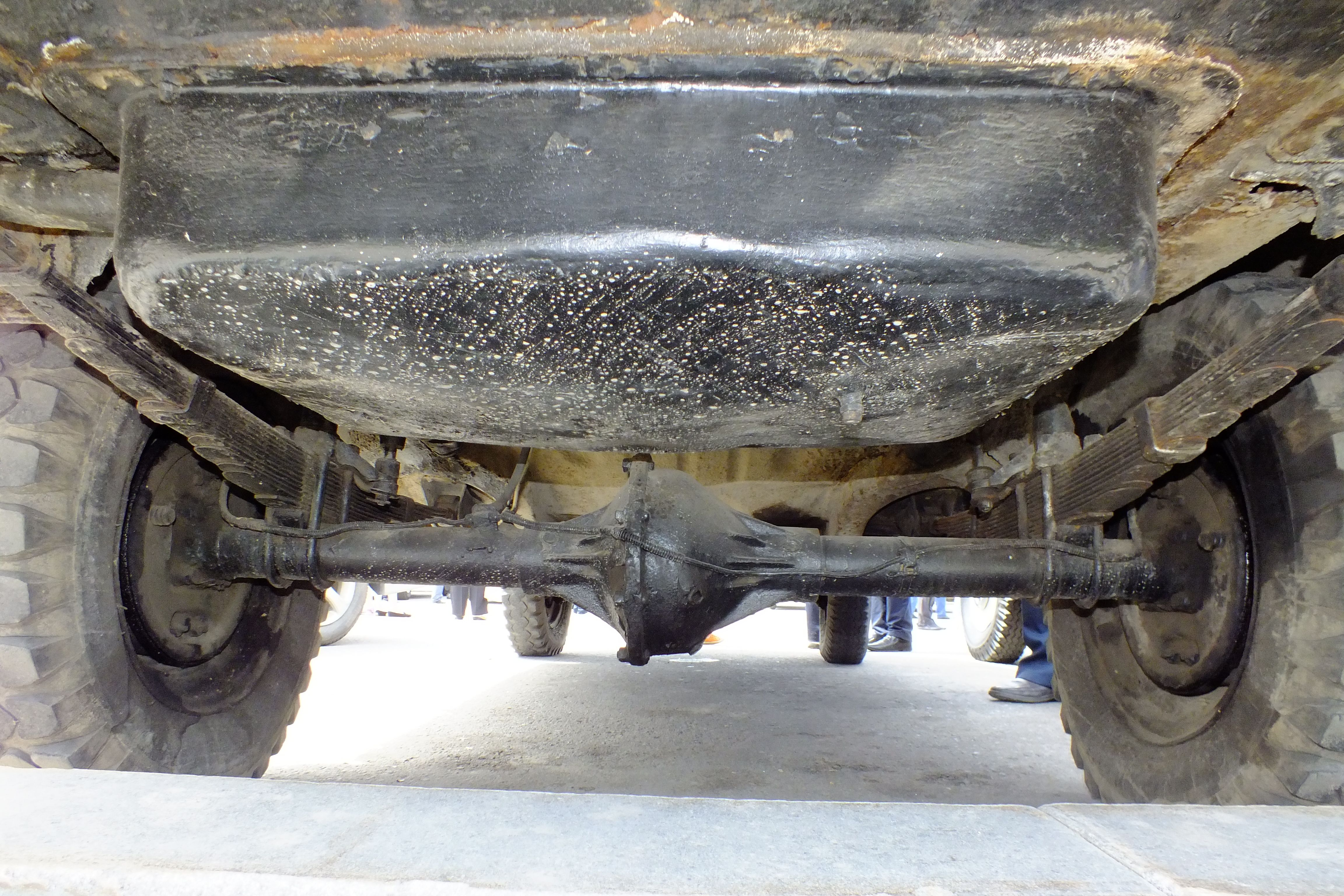
Задний мост

В послевоенные годы с уходом морально устаревшего ГАЗ-61 и запуском в производство автомобиля М-20 «Победа» был поднят вопрос о создании нового отечественного комфортабельного легкового автомобиля повышенной проходимости.
Внедорожник, получивший название М-72, был создан на базе кузова «Победы» и агрегатов армейского вездехода ГАЗ-69. От М-20 «Победа» для этого автомобиля были взяты лишь наружные кузовные панели и несущий каркас кузова, который был видоизменён и дополнительно усилен.
Для размещения раздаточной коробки пришлось отказаться от поперечного коробчатого усилителя кузова, а также от продольного усилителя — закрытого тоннеля карданной передачи, которые были свойственны кузову М-20 «Победа». Для компенсации этих отсутствующих силовых элементов, а также увеличения продольной и поперечной жёсткости кузова в целом, в его конструкцию было введено 14 дополнительных усилителей пола, лонжеронов, дверных стоек и крыши. В отличие от М-20 «Победа», у М-72 была совершенно новая подмоторная рама, рассчитанная на крепление рессорной подвески переднего моста.
От ГАЗ-69 были заимствованы коробка передач, раздаточная коробка, передний мост. Коробка передач на М-20 «Победа» и ГАЗ-69 одинаковая, различие только в разных боковых крышках картера КПП и в месте нахождения рычага переключения, на «Победе» применялся кулисный (рычаг выведен на рулевую колонку) механизм переключения передач, на ГАЗ-69 — напольный, (устанавливавшийся непосредственно на КПП). 
Оборудование кузова М-72 было таким же, как и у М-20 «Победа»: мягкая обивка салона, часы, отопитель, двухдиапазонный радиоприёмник. Но, с учётом необходимости работы на грязных просёлках, на М-72 был впервые в отечественной практике применён омыватель ветрового стекла. Некоторые новшества, впервые появившиеся на М-72, затем достались модернизированной «Победе». В частности, именно для М-72 была разработана новая облицовка радиатора в виде трёх массивных брусьев, осенью 1955-го в целях унификации появившаяся и на «Победах». На этой же модели появился руль с кольцевой кнопкой сигнала.
Автомобиль был оснащён раздаточной коробкой с демультипликатором и отключаемым ведущим передним мостом. На 16-дюймовых колёсах с увеличенными грунтозацепами (как на современной полноприводной «Ниве») машина имела значительный дорожный просвет, что обеспечивало ей хорошую проходимость по грязи, песку, снегу, пашне и разбитым дорогам. На «Ниве» автомобильные шины 6,95-16 с наружным диаметром 692 мм, на М-72 — 6,50-16, но наружный диаметр несколько больше — 765 мм. Дорожный просвет под передним и задним мостом на «родных» шинах — 210 мм. Машина выпускалась небольшой серией с 1955 по 1958 год. Первая партия была собрана в июне 1955 г., в серию автомобиль пошёл в сентябре. В 1955 г. выпущено 1525 штук, в 1956—1151, в 1957—2001. С завершением выпуска М-20 «Победа» прекратилось и производство М-72.